# Wal
Pour les articles homonymes, voir WAL.

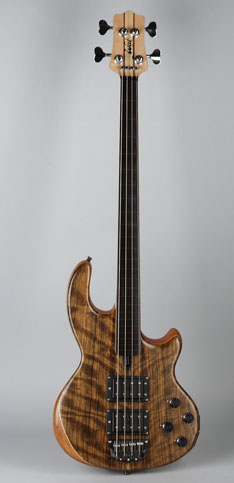
La basse fretless Wal Mach

Wal est un fabricant et une marque de basses anglais haut de gamme.
Ce luthier est en particulier reconnu pour la création d'instrument utilisés par des bassistes de renom tels que Mick Karn (Japan) , Geddy Lee (Rush) , Paul Mc Cartney ou encore Greg Lake (Emerson Lake and Palmer).